# Jack Haigh
Jack Haigh (1928–2007) là một cầu thủ bóng đá người Anh từng thi đấu ở vị trí tiền đạo tầm xa ở Football League. Ông cũng từng thi đấu cho Rawmarsh Welfare F.C.